# Giovanniccia Candiano
Giovanniccia Candiano var en dogaressa av Venedig, gift med Venedigs doge Pietro IV Candiano (r. 959-976). 
Giovanniccia var inte en medlem av adeln: hon var gift med en annan man då Pietro inledde ett förhållande med henne, och då han installerade henne som dogaressa efter sitt tillträde väckte det skandal och Giovanniccia utsattes för social bojkott. Pietro lät därför skilja sig från henne och placera henne i klostret San Zaccaria, där före detta dogaressor som blivit änkor eller skandaliserades blev placerade. 
Hon blev föremål för mytbildning. Hon ingår liksom de övriga dogaressorna i en gammal venetiansk kortlek, där hon utgör Hjärter Fyra. Enligt en samtida krönikör lämnade hon ifrån sig sin Vitale Candiano, som 987 blev biskop i Acquileia. 